# Nederlandse Toeristen Kampeer Club

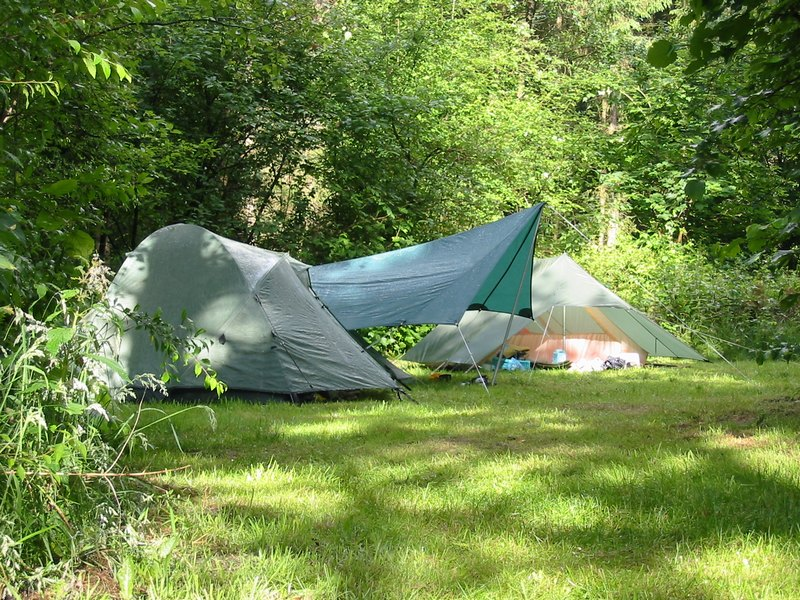
Tenten op een kampeerterrein van de NTKC

De Nederlandse Toeristen Kampeer Club (NTKC) is met oprichtingsjaar 1912 de oudste Nederlandse kampeerclub. Doelstelling van de club is het bevorderen van het toeristisch kamperen, hiermee wordt kamperen met een beperkte mobiele uitrusting bedoeld.

## Achtergrond
De club kent regels voor wat betreft gedrag en gebruikte materialen die zijn vastgelegd in een clubcode. Vouwwagens en campers zijn niet toegestaan, terwijl gebruik van (alleen kleine) caravans is voorbehouden aan oudere leden. De club kent geen beroepskrachten en vrijwel alle werkzaamheden, zoals terreinonderhoud, bestuurswerk en het schoonmaken van het sanitair, worden door de leden op vrijwillige basis gedaan.
De NTKC telde in 2023 bijna 12.000 leden.

## Terreinen
De club heeft de beschikking over 19 kampeerterreinen in Nederland. De terreinen kenmerken zich door een natuurlijke uitstraling en beperkte voorzieningen. Veel terreinen beschikken over mogelijkheden voor kamp- en/of kookvuur. De terreinen liggen in of nabij:
| - Eenrum - Zorgvlied - De Cocksdorp - Limmen - Dronten - Ootmarsum - Huizen | - Lochem - Ugchelen - Leusden - Austerlitz - Den Haag - Hazerswoude-Dorp - Winterswijk | - Haastrecht - Schaijk - Ouddorp - Bladel - Sint Geertruid - Schagerbrug (op dit terrein kan nog niet gekampeerd worden.) |

Daarnaast is een zevental labelterreinen van Scouting Nederland gastvrij voor leden van de NTKC. Ook zijn leden welkom om te kamperen op particuliere gronden die gastvrij ter beschikking gesteld worden door andere leden van de NTKC.

## Voormalige terreinen
De NTKC heeft in het verleden beschikt over terreinen nabij (lijst niet compleet): 
- Wassenaar
- Zoutelande
- Ellewoutsdijk
- Hollandscheveld
- Venray
- Zeewolde